# Dampiercythere
Dampiercythere is een geslacht van kreeftachtigen uit de klasse van de Ostracoda (mosselkreeftjes).

## Soorten
- Dampiercythere fossula Sun, 1978 †
- Dampiercythere tuberoreticulata Hartmann, 1978